# Air Excel
Air Excel ist eine Fluggesellschaft aus Tansania mit Sitz in Arusha und Basis auf dem Flughafen Arusha.

## Geschichte
Air Excel wurde 1997 von Mike und An Kalaitzakis gegründet und nahm Anfang 1998 den Flugbetrieb auf. Der Chief Executive Officer der Gesellschaft, Mike Kalaitzakis, ist seit über 25 Jahren in der Luftfahrt tätig und fliegt einige Maschinen selbst.

## Flugziele
Von Arusha aus werden vor allem kleine Flugplätze, fast alle im Norden des Landes, angeflogen.

## Flotte

### Aktuelle Flotte
Mit Stand März 2022 besteht die Flotte der Air Excel aus neun Flugzeugen:
- 7 Cessna 208B Grand Caravan
- 1 Cessna 406
- 1 Let L-410

### Ehemalige Flugzeugtypen
In der Vergangenheit betrieb Air Excel unter anderem Cessna 206.